# Kanton La Trinité
Kanton La Trinité (francouzsky Canton de La Trinité) byl francouzský kanton v departementu Martinik v regionu Martinik. Nacházela se v něm pouze obec La Trinité. Zrušen byl v roce 2015.